# 七條兼仲
七條兼仲（生年不詳－1582年）是日本戰國時代武將。阿波國板野郡七條城城主。別名是孫次郎、求馬。阿波國的國人眾。父親是七條敏仲。

## 生平
有記錄指是在天文23年（1554年）出生，但是以父親敏仲的死去年份（1552年）來計算的話顯得相當矛盾，因此被推測是在之前出生。
被喻為「怪力無雙」的勇將而為人所知，在數場合戰中以武勇馳名。天正10年（1582年），在長宗我部元親和十河存保的戰鬥中，於中富川之戰中屬於十河氏一側並戰死。關於最後戰死的過程有籠城戰中戰死和在野戰中被討死兩種説法。

## 逸話
- 在德島縣中，有七條兼仲為了備戰並獲得力量而在大山寺祈願並奉納鏡餅的故事為起源的「力餅」，成為了經過400年的傳統。這是抱持著大型鏡餅（連同三方（在神道中盛載祭物的檯）的話約有169kg）並比賽步行距離的競技活動。